# サポテカ文字

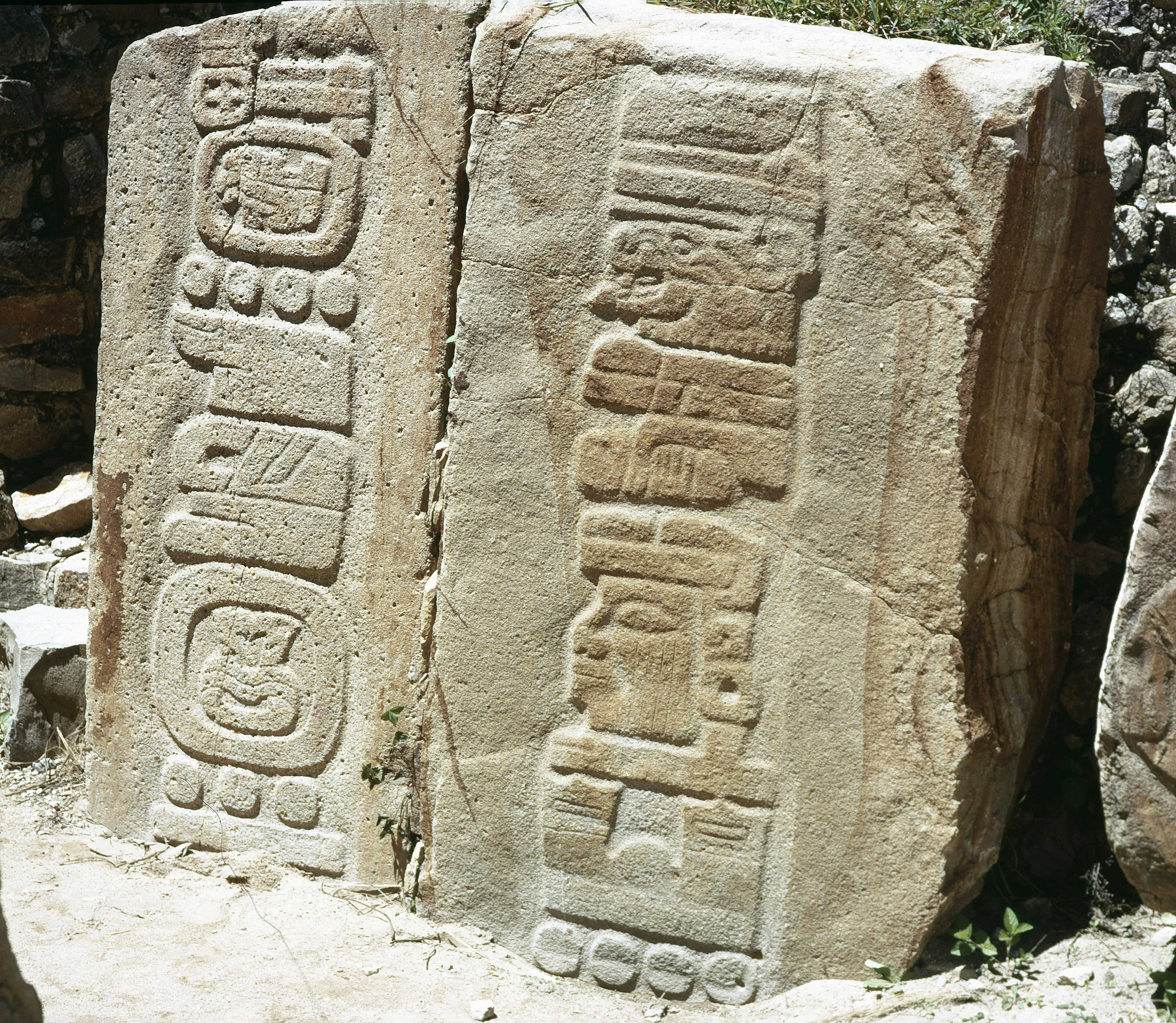
モンテ・アルバン12・13号石碑

サポテカ文字（サポテカもじ）は、メキシコ南部のオアハカ州を中心とするサポテカ文明で使われていた文字。充分には解読されていない。

## 概要
サポテカ文字は形成期後期からの碑文が残っている。モンテ・アルバンを中心とするオアハカ渓谷で使用がはじまり、北西はミシュテカ・アルタ、南はオアハカ州とゲレーロ州の太平洋岸、北はオアハカ州シエラ・ノルテ、東はテワンテペク地峡の西側にまで分布する。この範囲は、現在のサポテック諸語の分布とおおむね一致する。
1975年に発見されたサン・ホセ・モゴテの碑文（ただし、人名を表す暦の文字のみ）は紀元前600年ごろにさかのぼる。ついで、紀元前500年ごろからモンテ・アルバンを中心に資料が残っている。10世紀ごろにモンテ・アルバンが放棄されると、サポテカ文字は使われなくなった。
サポテカ文字の多くは表語文字と解釈されているが、地名などを表すために音節文字も使われていることが推測される。現存する碑文では、100種類程度の文字が使われている。
通常は上から下への縦書きで書かれるが、まれに下から上に書かれているものや、左から右へ書かれているものもある。
サポテカ文字は、メキシコの考古学者アルフォンソ・カソの1928年の論文によって研究の基礎が築かれた。今のところ、マヤ文字と同様の棒と点による数字が使われていること、13の数字と20の日名を組み合わせた260日周期の暦が使われていること、52年の年の周期があることなど、数と暦に関すること以外、確実に読める箇所は少ない。

## 関連文献
- Javier Urcid Serrano (2005). Zapotec Writing: Knowledge, Power, and Memory in Ancient Oaxaca